# Berriz
Berriz város Spanyolországban,  Bizkaia tartományban. Berriz Abadiño, Garay, Iurreta, Zaldibar, Muxika, Munitibar-Arbatzegi Gerrikaitz, Cenarruza-Puebla de Bolívar, Mallabia és Elorrio községekkel határos. Lakosainak száma 4600 fő (2024).

## Népesség
A település népessége az utóbbi években az alábbiak szerint változott:
| Lakosok száma | 4212 | 4468 | 4759 | 4888 | 4855 | 4785 | 4695 | 4623 | 4535 | 4600 |
|               | 2001 | 2004 | 2007 | 2009 | 2012 | 2014 | 2017 | 2019 | 2022 | 2024 |